# Метеорний потік

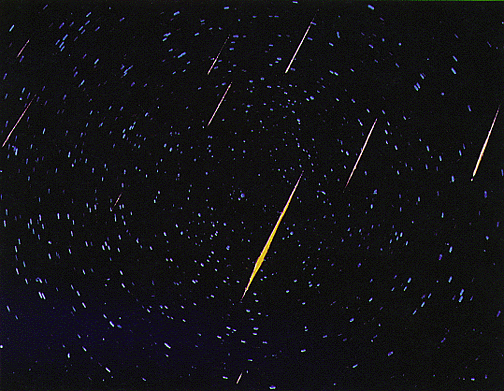
Метеорний дощ Леонідів

Метео́рний потік (зорепад, зоряний дощ, метеорний дощ, англ. meteor shower) — природне явище, під час якого на нічному небі можна побачити численні метеори, що летять ніби з однієї точки на небосхилі. Здебільшого, це явище є періодичним, триває від декількох днів до декількох тижнів і спостерігається щороку приблизно в один і той же час. Наприклад, Леоніди — у другій половині листопада, Ліриди — у другій половині квітня і т. д.
Першопричиною метеорних потоків є комети, що обертаються навколо Сонця. Для переважної більшості метеорних потоків ідентифіковані їхні батьківські комети. Уламки комети формують метеорний рій уздовж її орбіти. Метеорний потік спостерігається в разі перетину Землею метеорного рою на орбіті комети. Метеори в потоці летять практично паралельними шляхами, але внаслідок ефекту перспективи здається, начебто вони вилітають з однієї невеликої ділянки неба, яку називають площею радіації. Якщо траєкторії метеорів подовжити у зворотний бік, вони перетинаються поблизу однієї уявної точки, яку називають радіантом метеорного потоку.
Більшість метеорів, які можна побачити під час метеорного потоку, спричинені уламками комети завбільшки з піщинку, тому випадки досягнення метеоритами землі під час метеорних потоків є надзвичайно рідкісними. Видимий "спалах" метеорів утворюється коли ці піщинки входять до атмосфери Землі і взаємодіють з усіма частинками та іонами в атмосфері через тертя. 
Метеорні потоки, здебільшого, називають за сузір'ями, в яких розташовано їх радіанти (уявна точка, з якої вилітають метеори). Наприклад, Персеїди — сузір'я Персея, Леоніди — сузір'я Лева і т. д. Якщо в сузір'ї розташовано кілька радіантів, то потоки називають за найближчою яскравою зорею, наприклад, Ета-Аквариди; якщо поряд із зорею наявні декілька метеорних потоків, то їх називають ще за сторонами світу, наприклад, Південні дельта-Аквариди та Північні дельта-Аквариди.
У разі зустрічі Землі з особливо щільним метеорним роєм крихітних уламків – метеороїдів, залишених кометами та астероїдами, трапляються короткочасні метеорні дощі (метеорні зливи), під час яких кількість метеорів значно збільшується. Наприклад, метеорний дощ Леонідів 16 грудня 1966 року був настільки рясним, що годинна кількість метеорів сягала 70 тисяч.
Ідеальний час для спостереження за зорепадом – коли небо найтемніше – між 1-ю годиною ночі та початком світанку. Рекорд щільності був зафіксований у 1993 році – 500 метеорів на годину. Минулого року було 150. У середньому – це 60-100 метеоритів на годину.

## Радіант метеорного потоку

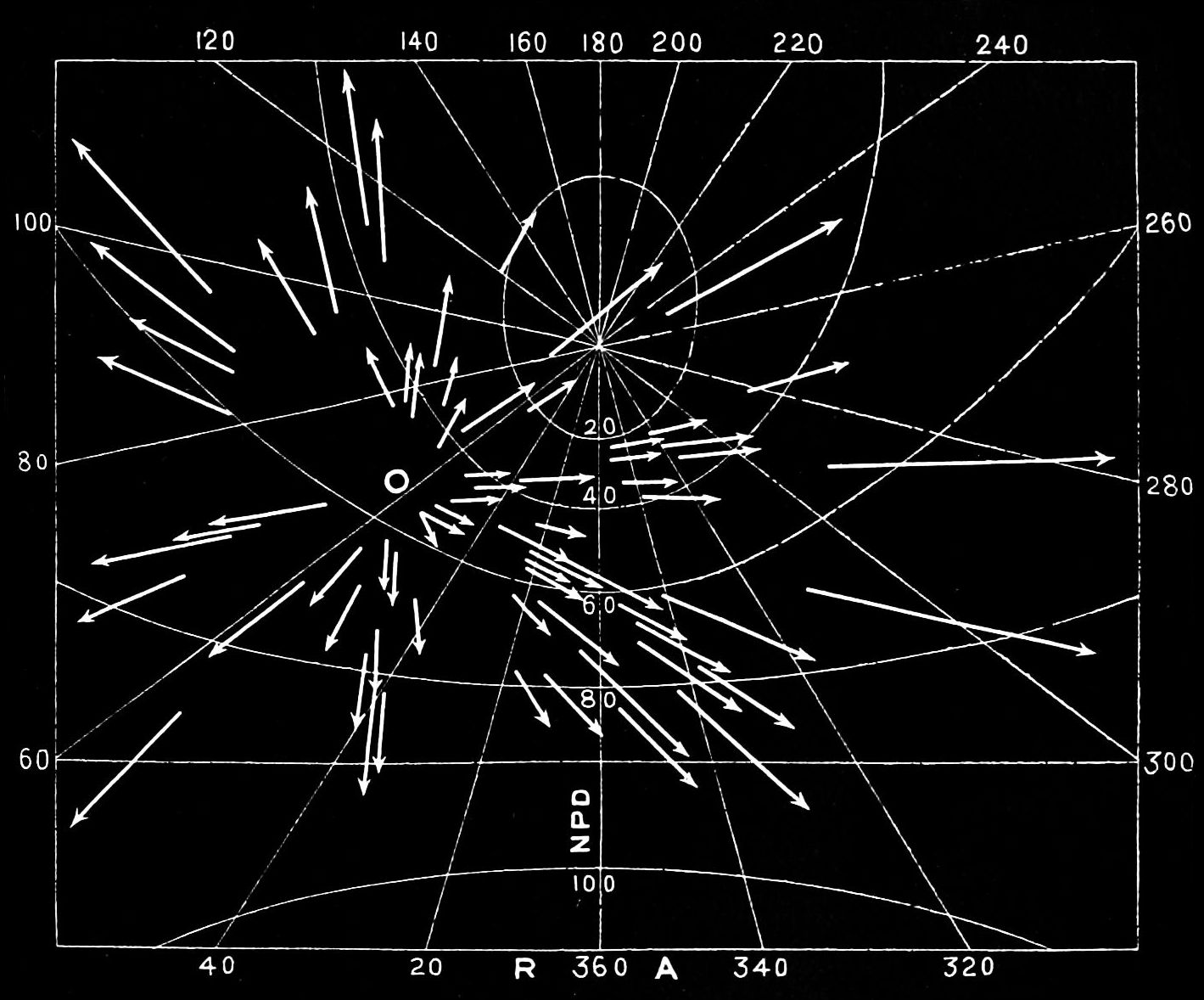
Метеоритний потік на карті

Коли метеорний потік входить в атмосферу Землі, його частинки летять у просторі майже паралельно одна до одної й з однаковою швидкістю. Однак для спостерігача з Землі здається, що всі метеори вилітають з однієї точки на небі. Цю точку називають радіантом. Це оптичний ефект, подібний до того, як паралельні залізничні рейки здаються такими, що сходяться вдалині на горизонті.
Метеорні потоки зазвичай називають за сузір’ям, у якому знаходиться їхній радіант. Наприклад, відомий серпневий метеорний потік Персеїди отримав свою назву тому, що його радіант знаходиться в сузір’ї Персея. Але ця точка не залишається нерухомою: протягом ночі вона поступово зміщується через обертання Землі навколо своєї осі. Саме з цієї причини й зорі здаються такими, що рухаються по небу. Крім того, радіант змінює своє положення з ночі в ніч — це явище називається «дрейфом радіанта» і пов’язане з тим, що Земля рухається по своїй орбіті навколо Сонця.
Найкращий час для спостереження метеорного потоку — перед світанком. У цей момент радіант піднімається найвище над горизонтом, що означає, що в полі зору з’являється найбільша кількість метеорів. Проте, коли наближається світанок, небо поступово стає яскравішим, що ускладнює спостереження менш яскравих метеорів.

## Назви метеорних потоків

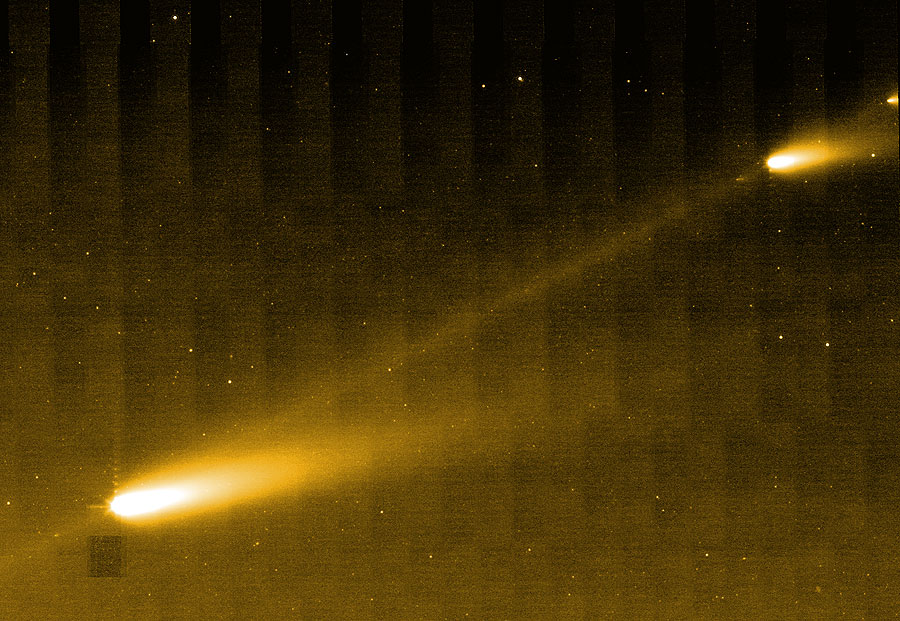
Метеоритний слід між фрагментами комети 73P

Метеорні потоки отримують назви за найближчим сузір’ям або яскравою зорею, біля якої розташований їхній радіант у період максимальної активності. У назві часто використовують грецьку або римську літеру, що позначає конкретну зорю, при цьому її латинське закінчення в родовому відмінку замінюється на «-ids» або «-іди».
Наприклад, метеорний потік, радіант якого знаходиться поблизу зорі Дельта Водолія (англ. Delta Aquarii), називається Дельта-Аквариди (англ. Delta Aquariids), оскільки латинське закінчення «-і» змінюється на «-ids».
Офіційну номенклатуру метеорних потоків контролюють Робоча група Міжнародного астрономічного союзу (IAU) з назв метеорних потоків та Центр даних про метеори IAU. Вони визначають, затверджують і стежать за правильністю офіційних назв метеорних потоків.

## Походження метеоритних потоків
Метеорний потік виникає, коли планета, наприклад Земля, перетинає потік дрібних уламків, що залишилися після проходження комети (рідше — астероїда). Комети викидають ці частинки через два основні механізми: випаровування льоду під впливом сонячного тепла та поступове руйнування їхньої структури.
У 1951 році астроном Фред Віппл запропонував модель комет як «брудних сніжок» (англ. dirty snowballs), тобто суміші льоду та кам’янистих частинок, які обертаються навколо Сонця. Лід у кометах може містити воду, метан, аміак та інші леткі речовини, а тверді включення варіюються за розмірами — від дрібного пилу до великих валунів.
Кожного разу, коли комета наближається до Сонця, її лід випаровується, і разом із газом викидається певна кількість метеороїдів. З часом ці уламки розтягуються вздовж орбіти комети, утворюючи потік метеороїдів або пиловий слід. На відміну від газового хвоста комети, який швидко розсіюється під дією сонячного випромінювання, пилові сліди можуть залишатися в космосі протягом тривалого часу.
Сучасні дослідження астронома Пітера Дженніскенса показали, що багато короткоперіодичних метеорних потоків утворилися не лише через поступове випаровування комет, а й унаслідок рідкісних випадків руйнування самих кометних ядер. Наприклад, потоки Квадрантіди та Гемініди походять від уламків об’єктів 2003 EH1 і 3200 Фаетон, які зазнали руйнування приблизно 500 і 1000 років тому відповідно. Великі уламки з часом розпадаються на менші частинки (пил, пісок, камінці) та розсіюються вздовж орбіти колишньої комети. Оскільки ці потоки постійно зміщуються, Земля щороку проходить через них, що й спричиняє регулярні метеорні дощі.

## Відомі метеорні потоки

### Персеїди та Леоніди
Персеїди — це найбільш помітний метеорний потік для більшості років. Його пік припадає на 12 серпня, і в цей час можна побачити більше одного метеора на хвилину. NASA має інструмент, який дозволяє передбачити кількість метеорів на годину, яку можна побачити з певної точки спостереження.
Метеорний потік Леоніди досягає свого піку близько 17 листопада кожного року. Леоніди можуть утворювати метеорні шторми, коли кількість метеорів досягає тисяч на годину. Перше спостереження, що метеори Леоніди виходять з однієї точки на небі, відбулося під час потіку Леоніди у листопаді 1833 року, біля зорі Гамма Лева (Gamma Leonis). Останні метеорні шторми Леоніди спостерігалися в 1999, 2001 (двічі) та 2002 (двічі) роках. Раніше подібні шторми відбувалися в 1767, 1799, 1833, 1866, 1867 і 1966 роках. Коли Леоніди не утворюють шторми, їх активність зазвичай менша, ніж у Персеїдів.

#### Список метеоритних потоків
Офіційні назви метеорних потоків надаються в списку Міжнародного астрономічного союзу (IAU).
| Назва                    | Час                | Від уламків яких об'єктів походять |
| ------------------------ | ------------------ | ---------------------------------- |
| Квадрантиди              | початок січня      | 2003 EH1 і 3200 Фаетон             |
| Ліриди                   | кінець квітня      | 1861 G1 Татчер                     |
| Ета-Аквариди             | початок травня     | Комета Галлея                      |
| β-Тауриди                | кінець червня      | Комета Енке                        |
| Червневі Боотиди         | кінець червня      | 7P/Понса-Віннеке                   |
| Південні дельта-Аквариди | кінець липня       | 96P/Макгольца                      |
| Персеїди                 | середина серпня    | Комета Свіфта — Туттля             |
| Драконіди                | початок жовтня     | 21P/Джакобіні — Ціннера            |
| Оріоніди                 | кінець жовтня      | Комета Галлея                      |
| Тауриди                  | листопад           | Комета Енке, 2004 TG10             |
| Андромедиди              | середина листопада | Комета Бієли                       |
| Леоніди                  | середина листопада | Комета Темпеля — Туттля            |
| Гемініди                 | середина грудня    | 3200 Фаетон                        |
| Урсиди                   | кінець грудня      | 8P/Таттла                          |